# Апу-Ольянтай
Апу-Ольянтай (Apu Ullantay) — інкська історична драма у жанрі уанка, що є єдиним свідченням театрального мистецтва в державі інків Тауантінсую. Охоплює події в часи володарювання Інки Пачакутека та його сина Тупак Юпанкі.

## Рукопис
У XVIII ст. в архіві домініканського монастиря в Куско священик Антоніо Вальдес серед зберігаються в архіві письмових джерел виявив рукопис кечуанскої драми, написаної латиною, яку її анонімний автор назвав «Апу-Ольянтай». Визначити напевно час виникнення цієї драми до тепер не вдалося. На думку вчених її текст створено в часи імперії інків, а з часом, в роки колоніального гноблення індіанців, було перенесено на письмо, з часом підправлявся і актуалізувався невідомими авторами. На користь цього припущення говорить, зокрема, те, як в цій п'єсі зображується «король», який є головним джерелом та уособленням «зла», тоді як інки почитали своїх імператорів.
Оскільки текст написано латиною, дослідники прийшли до висновку про вплив на традиційний інкський текст класичного іспанського театру XVI–XVII ст., про що свідчить лексика, деякі сцени.
У 1837 році перуанський журнал «Мусео ерудитів» надрукував короткий виклад переказу про Ольянтай. У 1853 році вчений Йоганн Якоб фон Чуді отримав від німецького художника Ругендаса на руки копію з рукопису цієї драми з монастиря Санто-Домінго і опублікував її у Відні на кечуа без перекладу.
Драма написана у віршах. Основна частина тексту — чотиристопним трохеєм, у піснях, включених у текст п'єси, застосований анапест, в «арау» невідомого співака автор драми використовує дактиль.

## Сюжет
Дія п'єси відбувається в часи правління Інки Пачакутека і його спадкоємця Тупака Юпанкі. Головним героєм є людина, іменем якого і названо п'єса, — Апу-Ольянтай — значний військовик, якому Інка довірив управління однієї з чотирьох частин світу, що входили до складу Тауантінсуйу (саме тому до його імені приєднано слово «апу»). Ольянтай походив із простої родини, був одним з небагатьох пурех (вихідців з простого народу), які завдяки своїм видатним військовим заслугам зуміли піднятися на вищий щабель соціальної драбини. Ставши апу, тобто «головою» однією з чотирьох частин світу Антисую, Ольянтай потрапив у коло високопоставленої знаті імперії.
Одного дня, перебуваючи в Куско, Ольянтай познайомився при дворі Інки з його дочкою по імені Кусі Койлюр («Зірка, що сміється»). Ольянтай та принцеса закохалися один в одного. Їх відносини деякий час зберігалися в таємниці. Згодом Ольянтай намагався просити право одружитися у батька коханої Інки Пачакутека, але той відмовив, позбавивши своєї прихильності. Кусі Койлюр було відправлено до будинку «наречених Сонця» в Куско. Тут Кусі народила дівчину від Ольянтай. Дівчинку Іма Сумак також запроторили до будинку «наречених Сонця». Обидві — і мати і дочка — провели в стінах будинку «наречених Сонця» в Куско 10 років.
Ольянтаю вдалося уникнути розправи. Він знайшов собі притулок у фортеці Ольянтайтамбо, розташованої в горах біля річки Урубамби. Ця фортеця була названа на честь цього відважного полководця. Звідси Ольянтай починає повстання проти Сапа Інки. Місцеві племена оголосили Ольянтая обранцем народу і новим володарем Тауантінсую.
У цій ситуації, коли верховному Інці загрожував заколот в горах, Пачакутеку запропонував свою допомогу інший полководець — Руміньяуі («Кам'яне око»). Він попросив імператора, щоб його відшмагали, а потім нібито принижений, відправився до Ольянтая в його гірську фортецю. Там йому був наданий привітний прийом, Ольянтай повірив Руміньяуі. Увійшовши в довіру до проводиря повсталих, Руміньяуі почав чекати зручного моменту, щоб захопити Ольянтая.
Тим часом Інка Пачакутек вмирає в Куско. На його трон сідає Тупак Юпанкі, який наказує підступному Руміньяуі захопити заколотника і доставити його в столицю імперії, де він повинен понести заслужену кару. Це зрештою і відбувається. Коли новий Сапа Інка дізнається, що його рідна сестра через любов до Ольянтай більше 10 років нудиться в домі «наречених Сонця», і бачить перед собою маленьку Іму Сумак, Тупак Юпанкі абсолютно несподівано змінює своє ставлення до заколотника. Він знімає з нього обвинувачення, через якого його попередник переслідував Ольянтая. Тупак Юпанкі повертає полководцю минулі титули і навіть підвищує його в «посаді»: призначає своїм особистим заступником.

## Дійові особи
Крім головних героїв — Ольянтая та принцеси Кусі Койлюр, у п'єсі також виведені їхня дочка Іма Сумак, її подруга Піту Салья, обидви Інки — Пачакутек і Тупак Юпанкі, койя (дружина) Пачакутека — Анауаркі, військовик Руміньяуі, Уільяк Уму (Верховний жрець імперії), неприємна наставниця дому «наречених Сонця» на ім'я Скела, вірний друг Ольянтая і соратник по імені Орко Уаранка, а також слуга заколотника головного героя Піки Чакі.
Характери і поведінку персонажів окреслені чітко. Головного героя наділено рисами епічної цілісності: він не знає протиріччя між особистими почуттями і обов'язком. Піднімаючи повстання проти володаря інків, влада якого тримається на жорсткому деспотизмі, він одночасно стає на захист своєї ображеної гідності. Цілісний, послідовний Ольянтай у своїй любові — він не прислухався до порад верховного жерця забути про Кусі Койлюр, відкрито оголосив про свою любов до неї Пачакутеку і до кінця зберіг вірність коханої. Ольянтай природний у всіх своїх вчинках, він шляхетний, хоробрий і не вважає за потрібне приховувати свою силу.
Сапа Інка Пачакутека зображено як звичайного смертного, що володіє серйозними вадами, якими може бути наділена пересічна людина. Інка проявляє явне нерозуміння. У припадку гніву Пачакуті ображає Ольянтая, що призводить до розколу держави і відпадання від імперії величезною області Антісую. Діючи з поспішністю, він висилає проти повсталого Ольянтая війська, не підкріпивши їх додатковими силами, в результаті чого тисячі вояків гинуть в засідках, підготовлених Ольянтаєм. Пачакутек — мстивий, жорстокий і лицемірний. Бачачи печаль Ольянтою, Великий Інка, щоб утішити великого воєначальника, пропонує йому трон і корону. Але, дізнавшись таємницю Ольянтая, Сапа Інка мстить не тільки йому, але і своєї доньці. На відміну від Ольянтая, Пачакутек внутрішньо суперечливий і майже весь час зображений у чорних тонах.

## Значення драми
Полягає в тому, що звичаї та система правління інків відтворені в п'єсі з безсумнівною історичною об'єктивністю. Це своєрідна енциклопедія життя імперії інків, що містить безліч відомостей про соціальну структуру, інкську ієрархію, правові норми і звичаї, релігійні вірування й ритуали.
Струнка і ясна композиція, сюжетна цілістність, органічне поєднання особистих і суспільних мотивів, міцне зчеплення в ній історичної й особистої драми затвердження високогуманних ідей, детально розроблені, повні природних людських якостей і недоліків характери, яскрава образність, багата рима свідчать про жанрову зрілості цього твору.